# Janusz Petelski
Janusz Petelski (ur. 18 maja 1957 w Łodzi) – polski reżyser, scenarzysta i aktor.

## Życiorys
Syn reżyserów Ewy i Czesława Petelskich. W 1981 ukończył studia na Wydziale Reżyserii PWSFTviT w Łodzi.
Autor (wspólnie z Robertem Miękusem) powieści kryminalnej Ferajna (2017).

## Filmografia
- 1980 – Urodziny młodego warszawiaka – obsada aktorska
- 1981 – Bołdyn –  obsada aktorska
- 1983 – Do widzenia kochani w Sny i marzenia – reżyseria, scenariusz
- 1984 – Kim jest ten człowiek – obsada aktorska (filmowiec)
- 1985 – Tanie pieniądze – współpraca reżyserska
- 1986 – Druga strona słońca – reżyseria, scenariusz
- 1988 – Zmowa – reżyseria, scenariusz
- 1996 – Wirus – obsada aktorska
- 2008 – O prawo głosu – reżyseria, scenariusz
- 2010 – 1920. Wojna i miłość – Konstantinow; scenariusz

## Nagrody
- 1984 – Sny i marzenia – II Nagroda na MFF w Avellino
- 1987 – Druga strona słońca – za debiut reżyserski